# Analogie (psychologie)
Een analogie is een overeenkomst tussen twee objecten en begrippen. De volgende typen worden onderscheiden:
- verbale analogie
- non-verbale
  - numerieke
  - geometrische

Een standaardanalogie heeft altijd de vorm: A staat tot B, zoals C staat tot D.
In psychologische testen is het een vaak terugkerend onderdeel om de capaciteit tot (abstract) redeneren van een proefpersoon te onderzoeken. In het voorbeeld wordt dan één (soms twee) van de vier termen (A,B,C of D) weggelaten. De proefpersoon moet dit dan aanvullen, dikwijls door te kiezen uit 4 of 5 alternatieven.
Voorbeelden:
- ... staat tot voet, zoals handschoen staat tot hand.
- 64 staat tot 8 zoals ... staat tot 4.
- 60 staat tot driehoek, zoals 90 staat tot ...
- ... staat tot Frankrijk zoals Berlijn staat tot ...

- sok staat tot voet, zoals handschoen staat tot hand
- 64 staat tot 8 zoals 16 staat tot 4 (→kwadraten)
- 60 staat tot driehoek zoals 90 staat tot vierhoek (→°hoek)
- Parijs staat tot Frankrijk zoals Berlijn staat tot Duitsland